# Книшівський Свято-троїцький храм
Дерев'яна церква на честь Святої Живоначальної Трійці у селі Книшівка Гадяцького повіту  Малоросійської губернії (тепер с. Гадяцького р-ну) відома з 2 половини 17 століття, на одному з її дзвонів було написано: «АХОА» (1671), місяця травня споруджено коштом парафіян». Від цієї церкви збереглися: ікона Пресвятої Богородиці, виготовлена місцевими мешканцями Олексієм Бакутою та Мотроною Нероб’євою 1788, кіот, виготовлений Марком Романенком 1788     
Нова церква, дерев'яна, у одному зв'язку з дзвіницею, на мурованому фундаменті, холодна, побудована 1801 р., а перебудована 1898 р. У 1902 р. володіла 0,5 дес. землі під погостом, 1/8 дес. садибної, 33 дес. ружної землі. Мала будинок зі службами. Діяли змішана школа грамоти, церковнопарафіяльна школа та земське училище. У парафії дворів – 148 (1901), парафіян – 570 душ чоловічої, 604 душі жіночої статі (1902). Храм розібрали, а з матеріалів зробили будинок культури у кінці 40-х рр 
У новітній час громада Троїцької церкви  зареєстрована 29.09.2000 за № 429.( Кер. релігійної організації – Петро Кузьмич Яківець до 2008). Богослужіння проводилися  у молитовному будинку. Із священників Дегтярівський, його син Іоанн Дегтярівський, його зять Іоанн Кульбачинський (пом.1800 р.), зять останнього Микола Дамаскін (пом. 1823 р.), Григорій Зіновійович Борзилович (1902, у сані з 1861 р.), Полікарп Іоаннович  Дамаскін (1912); із церковних старост: солдат Пилип Ждан (1902), селянин Климентій Іоаннович Терещенко (1912).
У 2008 р. настоятелем назначено ієрея Романа Височанського. За його ініціативи та на власні кошти закуплено дошку та метал і фундаментні блоки  для початку будівництва церкви. Пожертвування у розмірі 50 тис.грн. вніс Яківець Віталій Петрович, цього ж року Архієпископ Филип благословив на освячення місця під будівництво. 5 серпня на земельній ділянці, яку подарувала Горкун Феодосія Кононівна, встановлено хрест і закладено перший камінь.( сільська рада відмовила у наданні земельної ділянки) 20 серпня 2008 р. розпочато будівництво. 19 грудня 2008 р. Житель м.Києва ,Щербак Сергій Павлович, пожертвував гроші на встановлення та покриття купола у розмірі 25 тис. грн.. Храм будували 2 роки, за цей час громада зібрала 24 тис. грн. 22 лютого 2009 р. було освячено купол і над купольний хрест. Різьблені частини іконостасу виготовив Галак Петро. 5 червня 2011 р. благочинний Гадяцького округу протоієрей  Ігор Цебенко у співслужінні з настоятелем ієреєм Романом Височанським та ієреєм Георгієм Піщанським  осв’ятили новий храм. Споруда вийшла  невелика,(9м./6м./17м. висоти) однокупольна, сигментно-бетонний паркан і металеві ворота з аркою, в якій розміщено дзвони (один з них купила сім'я Височанських) На території храму діє церковна лавка, збудована  настоятелем у 2014 р. Багато сил біля будови приклав Яківець Петро Кузьмич, адже будівництво, яке відбувалося завдяки настоятелю, здійснило його давню мрію. Ікони в іконостас (12 шт.) написані на кошти Марії Петрівни Височанської, її руками пошита більша частина убранства для  храму, також сільський хор, зібраний її силами. Для храму також потрудилися сім'ї: Павлюченко, Яківець, Росада, Коротя, а також вся громада.